# Mark Flekken
Mark Flekken (13 de junio de 1993) es un futbolista profesional neerlandés que juega como portero para el Bayer 04 Leverkusen de la Bundesliga.

## Carrera
Firmó por el MSV Duisburgo el 12 de junio de 2016. El 7 de agosto de 2016, Flekken marcó un gol, después de un saque de esquina, en un empate por 1-1 contra el VfL Osnabrück, cuándo entró a rematar en el área rival en el último minuto. En febrero de 2018, Flekken concedió un 2.º extraño gol en la Bundesliga contra el FC Ingolstadt, cuándo por error volvió a jugar tras su salida del campo a beber de su botella de agua.
El 14 de mayo de 2018 se anunció su fichaje por el S. C. Friburgo para la temporada 2018-19. En la 2022-23 fue el portero que más veces dejó la portería a cero en la 1. Bundesliga y una vez finalizó la campaña fue traspasado al Brentford F. C.
Después de dos años en los que jugó 74 partidos de la Premier League, regresó a Alemania al fichar por el Bayer 04 Leverkusen hasta 2028.

## Selección nacional
El 26 de marzo de 2022 debutó con la selección de los Países Bajos en un amistoso ante Dinamarca que ganaron por cuatro goles a dos.

### Participaciones en Eurocopas
| Eurocopa      | Sede     | Resultado   | Partidos | Goles |
| ------------- | -------- | ----------- | -------- | ----- |
| Eurocopa 2024 | Alemania | Semifinales | 0        | 0     |

## Estadística de carrera
*Actualizado por última vez el 6 de junio de 2019.
| Club                | Temporada     | Liga                | Liga          | Liga  | Copa     | Copa  | Total    | Total |   |
| Club                | Temporada     | División            | Partidos      | Goles | Partidos | Goles | Partidos | Goles |   |
| ------------------- | ------------- | ------------------- | ------------- | ----- | -------- | ----- | -------- | ----- | - |
| Alemannia Aquisgrán | 2012-13       | 3. Liga             | 15            | 0     | —        | —     | 15       | 0     |   |
| Greuther Fürth II   | 2013-14       | Regionalliga Bayern | 14            | 0     | —        | —     | 14       | 0     |   |
| Greuther Fürth II   | 2014-15       | Regionalliga Bayern | 3             | 0     | —        | —     | 3        | 0     |   |
| Greuther Fürth II   | 2015-16       | Regionalliga Bayern | 8             | 0     | —        | —     | 8        | 0     |   |
| Greuther Fürth II   | Totales       | Totales             | 25            | 0     | —        | —     | 25       | 0     |   |
| Greuther Fürth      | 2014-15       | 2. Bundesliga       | 2             | 0     | 0        | 0     | 2        | 0     |   |
| Greuther Fürth      | 2015-16       | 2. Bundesliga       | 1             | 0     | 1        | 0     | 2        | 0     |   |
| Greuther Fürth      | Totales       | Totales             | 3             | 0     | 1        | 0     | 4        | 0     |   |
| MSV Duisburgo       | 2016-17       | 3. Liga             | 37            | 1     | 1        | 0     | 38       | 1     |   |
| MSV Duisburgo       | 2017-18       | 2. Bundesliga       | 31            | 0     | 1        | 0     | 32       | 0     |   |
| MSV Duisburgo       | Totales       | Totales             | 68            | 1     | 2        | 0     | 70       | 0     |   |
| SC Friburgo         | 2018-19       | Bundesliga          | 1             | 0     | 0        | 0     | 1        | 0     |   |
| SC Friburgo         | Total carrera | Total carrera       | Total carrera | 112   | 1        | 3     | 0        | 115   | 1 |